# گیراوتوویتسه (استان سیلسیان)
گیراوتوویتسه (به لاتین: Gierałtowice) یک روستا در لهستان است که در گمینا گیراوتوویتسه واقع شده‌است. گیراوتوویتسه ۳٬۷۵۲ نفر جمعیت دارد.